# Übergabe (Pflege)
Die Übergabe bezeichnet in der Pflege bei einem Schichtwechsel die Vermittlung aller für die Pflege und Betreuung der Patienten oder Heimbewohner wichtigen Informationen durch das Personal, dessen Arbeitszeit endet, an das Personal, dessen Arbeitszeit beginnt. Sie kann auf mündlichem oder schriftlichem Weg erfolgen und findet in einem Büro oder Besprechungszimmer oder am Patientenbett statt.

## Mündliche Übergabe
Mündliche Übergabe bedeutet, dass in einem direkten Gespräch alle für die Behandlung und Pflege relevanten Informationen angesprochen werden. Sie findet in der Regel in einem separaten Raum statt, zu dem nur Mitarbeitende Zutritt haben. Dadurch besteht die Möglichkeit zur Nachfrage oder zu Ergänzungen durch die übrigen anwesenden Pflegekräfte. Es wird erwartet, dass diese sich evtl. nötige Stichworte für ihre Arbeit notieren.

## Schriftliche Übergabe
In der Pflegedokumentation sollten die Informationen bereits vollständig stehen. Beim Aufrufen, Durchblättern und gleichzeitigen gemeinsamen Besprechen können allfällige Lücken auffallen und sofort ergänzt werden, ebenso wie Aspekte, die beim Bericht vergessen wurden. Eventuell wird ein Übergabeprotokoll angefertigt (automatisch bei PC-Systemen), das die Namen der Teilnehmer und die wichtigsten Inhalte enthält. Auch alle wichtigen Termine werden vorgemerkt.

## Übergabe vor Ort
Bei dieser Vorgangsweise findet die Übergabe teilweise oder insgesamt am Patientenbett statt, bzw. im Raum bei der Kunde (Intensivpflege, Sozialstationen). Dadurch können Besonderheiten nachgefragt und anschaulich erklärt werden. Diese in der Intensivpflege tägliche Besprechung sollte nicht mit einer Pflegevisite verwechselt werden.

## Störungen der Kommunikation
Weil die Übergabe bei laufendem Betrieb stattfindet, kommt es oft zu „Unterbrechungen“ des Gesprächs (etc.) durch Patientenrufe, Telefonanrufe, Mails oder hinzukommende Ärzte. Die Folge sind Störungen der Konzentration und Verluste an Information. Es ist Aufgabe der Leitung, dafür zu sorgen, dass diese Wünsche, Notrufe oder Nachfragen durch dafür beauftragte Mitarbeitende aufgefangen bzw. sofort delegiert werden, sodass es für das Pflegeteam bei der Übergabe möglichst wenig Unterbrechungen gibt.

## Beispiele aus anderen Bereichen
- Politik/Geschichte: Macht-Übergabe, Übergang von einer Staatsform in die nächste – i. d. R. in friedlicher Weise im Gegensatz zu Krieg oder Revolution. Übergabe der Regierungsgeschäfte: Übergang der Regierungsarbeit nach einer Wahl an eine neue Regierung.
- Unternehmen: Übergabe von Komponenten von der bereitstellenden Abteilung an den Betrieb (Transition to Production).
- Unternehmensorganisation: Mitteilungen über den Bearbeitungsstatus an die Urlaubsvertretung vor Urlaubsbeginn in einem Betrieb.
- Computer: Übergabe der Programm-Kontrolle oder Weiterleitung von Daten zwischen zwei Rechnern.